# Baji quan
Le baji quan (chinois simplifié : 八极拳 ; chinois traditionnel : 八極拳 ; pinyin : bājí quán ; litt. « boxe des huit extrémités » ; japonais : 八極拳, Hakkyokuken) est un art martial chinois traditionnel, originaire du comté de Cang (沧县), dans la province du Hebei. Probablement d'origine taoïste, il s'est propagé notamment au sein de la communauté musulmane des Hui. Il était notamment l'art martial pratiqué par les gardes du corps du dernier empereur de la dynastie Qing, Puyi, ainsi que du dernier président de la république de Chine, Tchang Kaï-chek, et du premier président de la république populaire de Chine, Mao Zedong.

## Histoire du Baji quan

### Les origines du style

#### Les références établies
On sait peu de choses sur l’origine du style. Les références écrites les plus anciennes mentionnant le Baji Quan datent des années 1920-1930. L’histoire pré-républicaine du Baji Quan et les lignées des anciens maîtres sont retracés dans quelques rares ouvrages dont les plus anciens datent des années 1930, à savoir : 
- les Annales du comté de Cang, publiées par le gouvernement local en 1933[2],
- le manuel de Baji Quan de la famille Wu de Mengcun, lithographié en 10 exemplaires en 1936 [3],
- le manuel illustré de Baji Quan publié en 1936 à Shanghai par Miao GanJie[4].

On retrouve également quelques références éparses au Baji Quan dans différents ouvrages plus généraux tels que :
- la préface du Manuel de Xing YiQuan de Sun LuTang, rédigée en 1915[5] qui énumère différents styles tels que « [...] la paume de coton (Mian Zhang), le Baji, les 12 sections (ShiEr Jie) [...] »,
- le recueil de Xu ZheDong sur les Arts Martiaux Chinois rédigé en 1930[6] qui cite : « [...] les styles Baji et Pigua, ces deux écoles sont d'origine inconnue [...] »,
- un article de Jiang RongQiao publié dans le journal[7] de l’[[:en:Central_Guoshu_Institute|Académie centrale des arts martiaux de Nanjing (en)]] en 1933 qui note « [...] le Baji Quan est populaire dans la région du Hebei et Shandong. Quant à savoir qui l'a créé et à quelle époque, lorsque l'on interroge ceux qui transmettent cet art, chacun donne une version différente [...] »,
- un ouvrage de Chu MinYi[8] datant de 1936 qui contient la référence suivante : « [...] les écoles Baji et Pigua, dont les origines sont invérifiables [...] »,
- un des ouvrages de Wu TuNan[9] (maître de Taiji Quan et auteur célèbre), rédigé en 1936, qui contient la référence suivante : « [...] Parmi les styles qui sont populaires dans toute la Chine depuis la dynastie Qing jusqu'à nos jours, mis à part le Taiji Quan, on compte aussi les styles Tan Tui, MiZong, Baji, ChuoJiao, etc. [...] ».

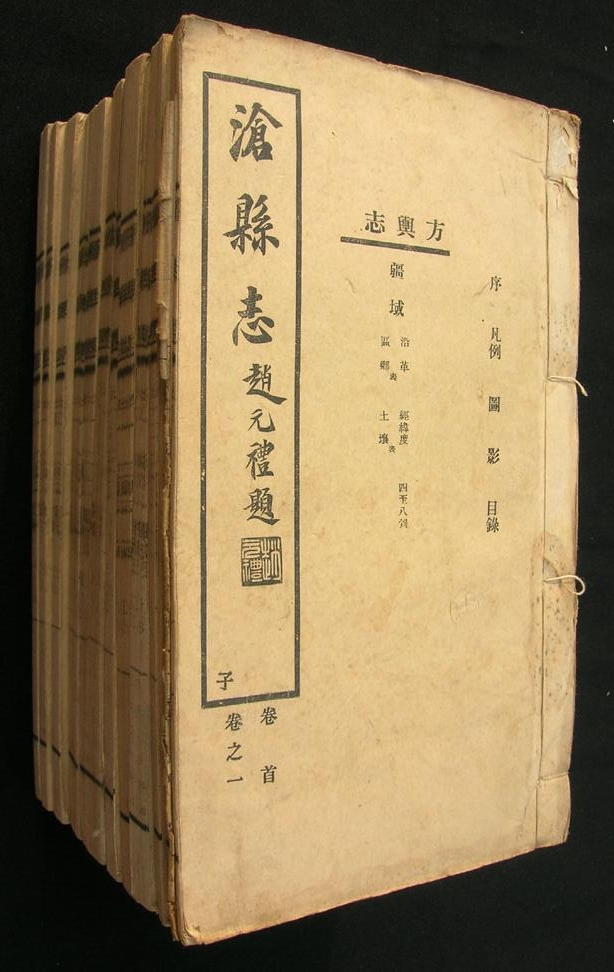
Annales du Comté de Cang, publiées à CangZhou en 1933.

Ces références formelles montrent que dès les années 1920-30, le nom du style Baji Quan était déjà établi de manière claire et sa pratique connue dans le nord de la Chine au même titre que celle d'autres styles populaires à la même époque (TaiJi Quan, Xing Yi Quan, MiZong Quan, etc.).

#### Les sources discutables
Aux publications listées ci-dessous s’ajoutent différents manuscrits conservés au sein de quelques familles de pratiquants, tels que :
- le manuel de Baji du village de Pobei rédigé en 1930,
- différents manuscrits rédigés dans les années 1930 par la famille Wu de Mengcun et ayant servi de brouillon avant la publication du manuel lithographié,
- le manuel de Baji de la famille Qiang du village de ZiLaiTun (1935) ,
- le manuel de Baji de la famille Zhang du village de Luotuan (date inconnue),
- le manuel martial de la famille Li de LuoTuan (1920)

Toutefois, l’authenticité de ce type de document et souvent difficile à établir. Si le trois premiers semblent originaux, on note que le manuscrit initial de la famille Zhang de LuoTuan semble avoir été définitivement perdu, seules des versions « recompilées » après les années 1970 sont actuellement disponibles. Dans le cas du manuel Li de LuoTuan, l'auteur supposé n'aurait été âgé d'à peine 18 ans à la date revendiquée de rédaction de l'ouvrage. Le manuel ne comporte par ailleurs que quelques pages dédiées au Baji Quan, avec de nombreuses incohérences de retranscription (nom du style retranscrit avec la graphie homophone « 把计拳- Ba Ji Quan », erreur de retranscription du nom du fondateur, présence de plusieurs écritures manuelles d'époques différentes, etc.), ce qui laisse planer de nombreux doutes sur la précision des informations fournies.
On notera de plus, que contrairement à certaines assertions, il n’y a à ce jour aucune source écrite antérieure au début du XXe siècle sur l’histoire du style. Dans le célèbre Nouveau Traité de Discipline Militaire (纪效新书) écrit par le général Qi JiGuang (戚继光) au XVIe siècle, on trouve une référence à un style appelé BaZi Quan (巴子拳). Étant donné la similarité de prononciation, certains auteurs ont considéré que le Bazi Quan faisait référence au Baji Quan, mais des travaux plus récents montrent qu’il s’agit en fait d’une boxe ancienne du Pays de Ba (巴子国), un état de la Chine antique situé dans la province actuelle du Sichuan.
On notera également qu'à partir des années 1980, à la suite du regain d'intérêt suscité par les arts martiaux en Chine (cf. ci-dessous), de nombreux ouvrages ont été publiés à cette époque, dont certains attribuent l'origine du Baji Quan à différents lieux célèbres tels que : le monastère Shaolin du Henan, les temples des monts WuDang, le temple YueShan du Henan, etc. Étant donné qu'il n'existe aucune source écrite datant d'avant les années 1980 pouvant étayer ces affirmations, et qu'aucune lignée de transmission ou simple tradition de pratique du Baji Quan antérieure à cette date ne peut être identifiée dans ces lieux, force est de constater que ces hypothèses ne reposent sur aucun fondement. 

#### La première génération et origine du BajiQuan
Le premier pratiquant dont on retrouve la trace écrite de manière claire fut un dénommé Wu Zhong (吴钟, wú zhōng，1712-1802), membre de la minorité Hui et issu du clan de la famille Wu de la région de CangZhou-Mengcun. D'après les registres généalogiques de la famille Wu, l'arrière grand-père de Wu Zhong aurait quitté le fief familial pour s'établir à environ 50 km dans le hameau isolé de HouZhuangKe (后庄科) dans la province voisine du ShanDong. Wu Zhong serait ainsi né à HouZhuangKe avant de retourner s'établir auprès de la branche principale de sa famille dans le village de Mengcun (孟村), province du Hebei. De Wu Zhong on sait peu de choses, si ce n’est qu’il atteint rapidement un niveau inégalé dans la pratique des arts martiaux. Ses prouesses lui valurent le surnom de « dieu de la lance », ainsi que d’être recruté pour servir d’instructeur à la cour impériale auprès du prince YunTi. Lorsqu’il fut âgé d’environ 60 ans, Wu Zhong retourna à Mengcun où il consacra les trente dernières années de sa vie à transmettre son art du combat, et le village devint la source du développement du Baji Quan.
L’origine de la maîtrise acquise par Wu Zhong reste à ce jour inconnue, elle fait à l'heure actuelle l'objet de nombreuses controverses entre les différentes branches du Baji Quan. Les annales du comté de Cang, le manuel de Baji de la famille Wu, et le manuscrit de Pobei indiquent qu’un moine taoïste itinérant du nom de Lai (癞, lài, « le lépreux ») et son disciple Pi (癖, pǐ, « le passionné ») auraient séjourné à MengCun pour enseigner le Baji Quan ainsi que le maniement de la grande lance à Wu Zhong. De l'aveu même de la famille Wu de Mengcun, cette référence est probablement à considérer comme une légende. Dans tous les cas, toutes les sources s'accordent sur le fait que Wu Zhong a voyagé beaucoup, et que ce n'est qu'à la fin de sa vie qu'il s'est consacré à l'enseignement du Baji Quan. Ainsi, il est plus raisonnable de penser que la légende de Lai et Pi symbolise simplement les connaissances martiales que Wu Zhong a pu acquérir au fil de sa vie, probablement à partir de l'étude des autres styles de la région, et qu'il a retransmises sous la forme du Baji Quan. 

### Transmission au sein de la famille Wu
Wu Zhong n’eut qu’un seul enfant, sa fille Wu Rong (吴荣, wú róng), qui à 30 ans se maria avec un expert en chang quan et cessa après quelques années la pratique du Baji Quan. Pour éviter de rester sans descendance et assurer la pérennité de son art, Wu Zhong adopta Wu Ying (吴溁, wú yíng), un neveu éloigné de la famille Wu de Mengcun. Wu Zhong transmit tout son savoir à Wu Ying, ainsi qu'à Wu ZhongYu (吴钟毓), un autre neveu éloigné de la famille Wu de Mengcun. En 1790, à la demande de son maître, Wu Ying introduisit officiellement le nom de « Baji Quan » et il rédigea le premier manuel martial de la famille Wu pour assurer la transmission de l’art familial au sein des générations à venir. Ainsi, le Baji Quan fut-il transmis au sein de la famille Wu qui assura également la diffusion du style auprès d’autres familles de Mengcun et des villages aux alentours,,,.

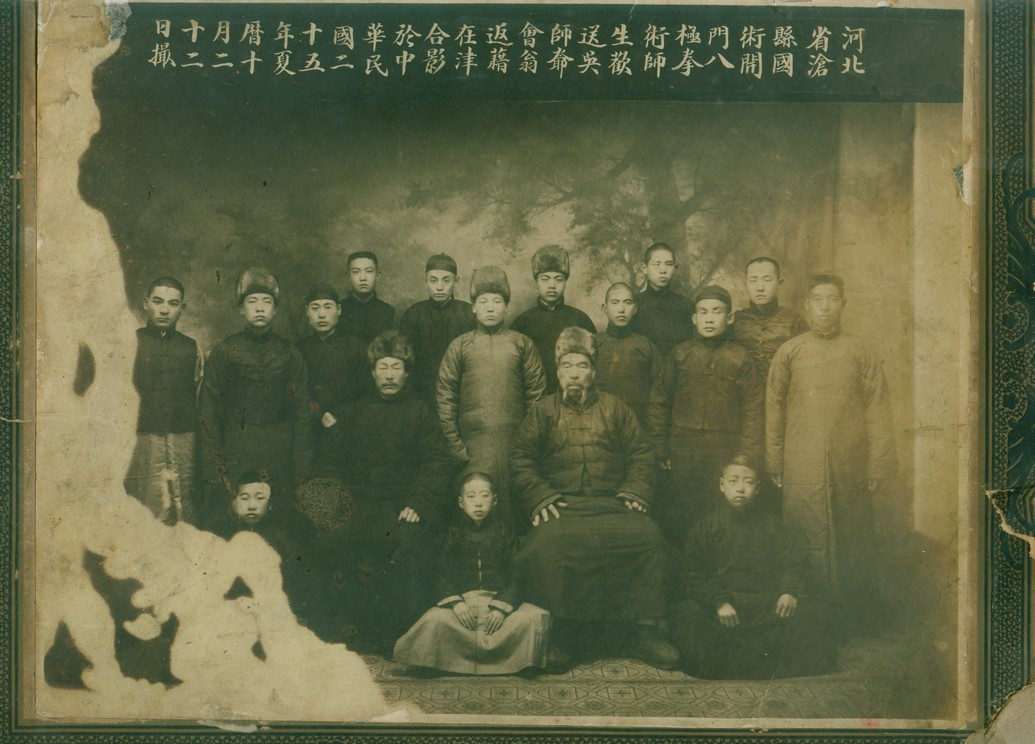
Wu HuiQing et ses disciples (Tianjin, 1936)

Dans la génération suivante, le Baji quan fut transmis notamment par Wu Kun (吴坤, wú kūn, petit-fils de Wu Ying), Wu Mei (吴梅, wú méi) et Wu Kai (吴恺, wú kǎi). Parmi les pratiquants de la 5e génération les plus fameux, on notera le célèbre Wu Huiqing (吴会清, wú huìqīng, 1869 — 1958), héritier, véritable colosse redouté pour son caractère explosif et surnommé « la paume de fer » eu égard à son passe-temps favori qui consistait à faire sonner à main nue la cloche du village pour indiquer la fin de la journée. Wu Huiqing et son fils Wu Xiufeng (吴秀峰, wú xiùfēng), 1908-1976) furent des acteurs importants de la transmission du Baji quan, car ils portèrent un soin particulier à codifier et enseigner à leurs disciples non seulement les aspects pratiques, mais surtout les principes théoriques et philosophiques de leur art. 
L’héritier direct actuel de Wu Ying est Maître Wu Lianzhi (吴连枝, wú liánzhī), né en 1947, petit-fils de Wu Huiqing et fils de Wu Xiufeng et qui, avec les membres de sa famille, perpétue la tradition ancestrale au sein de son village natal de Mengcun. 
Il y a encore une dizaine d’années, la pratique du Baji quan s’effectuait dans les champs et les cours de ferme. Depuis quelques années, l’enseignement a lieu au sein d’un grand centre d’entraînement que Maître Wu Lianzhi a pu créer avec l’aide du gouvernement local. L’enseignement est dispensé aux enfants du village qui viennent s’entrainer en groupe avant et après l’école ainsi qu'à des élèves qui effectuent des séjours de longue durée. Il est également accessible aux étrangers (des pratiquants japonais, coréens, français et belges côtoient régulièrement les lieux).

### Histoire contemporaine du Baji Quan
Si Mengcun peut être considérée comme le « berceau » du Baji Quan, le style a été transmis dès la deuxième génération aux villages des alentours, qui sont par la suite devenus eux-mêmes des foyers de développement importants du Baji Quan. On citera plus particulièrement les villages de LuoTuan (罗疃), ZiLaiTun (自来屯), HouWangZhuang (后王庄), JiangGuanTun (姜官屯), etc. Tous ces lieux sont concentrés dans un rayon de 15-20 km autour de Mengcun, ce qui à l'époque représentait la distance limite pouvant être parcourue à pied ou à dos d'âne par les pratiquants pour rejoindre leur lieux d'entrainement. Les enquêtes de terrain récentes montrent toutefois, qu'en dehors de Mengcun, la pratique en milieu rural se maintient très difficilement, ceci étant principalement dû au manque de structures, à l’exode rural, et surtout au manque d'intérêt des jeunes chinois de la campagne pour la pratique des arts martiaux traditionnels. 

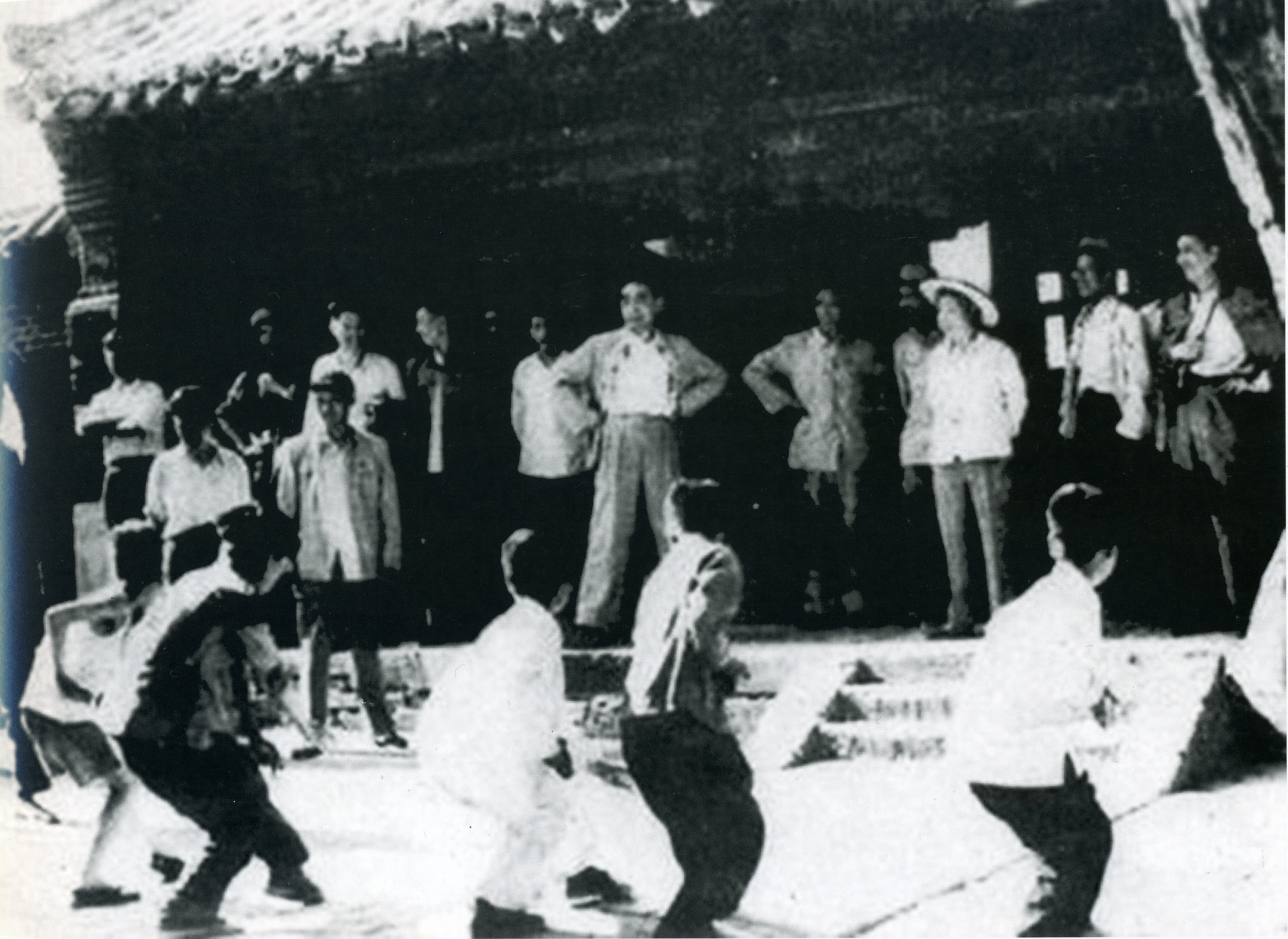
L'ancien premier ministre Zhou EnLai assistant à une démonstration de BajiQuan à CangZhou (1962)

Si le Baji Quan reste essentiellement un style rural pendant les XVIIIe et XIXe siècles, le style s’est graduellement répandu au début du XXe siècle jusqu’aux villes environnantes, comme Cangzhou, Tianjin, ZaoZhuang, puis Pékin, ShangHai, etc. Pendant les années 1930, les qualités martiales du Baji Quan lui ont permis d’accéder au statut de style officiellement reconnu par les différents gouvernements chinois de l’époque et de voir son développement ainsi encouragé à l’échelle nationale. D’une part, deux enchainements de Baji Quan standardisés furent introduits dans le cursus obligatoire de différentes académies martiales entretenues à l’époque par le gouvernement nationaliste, tels que l’Académie centrale des arts martiaux de Nanjing (en) (南京中央国术馆) ou l’Académie militaire de Guilin (桂林军校第六分校),. D’autre part, un expert de Mengcun, Wu XiuFeng, fut enrôlé à la même époque par le Parti communiste chinois comme instructeur de l’Armée rouge au sein de son fief de la république soviétique du Jiangxi,.
En 1949, à la suite de l’arrivée des communistes au pouvoir, certains pratiquants de Baji Quan tels que Liu YunQiao (刘云樵), Li YuanZhi (李元智), Zhang ZuYao (张祖尧), Huang GuoZhen (黄国桢) etc. décidèrent de suivre le GuoMinDang dans son exil vers Taiwan. L’île devint alors un deuxième foyer où le Baji Quan s’est développé pendant plusieurs décennies indépendamment des écoles de Chine continentales, étant donné la rupture entre les deux républiques de Chine. Du côté du continent, la pratique des arts martiaux fut tout d’abord encouragée par le Parti communiste chinois. Pendant les 15 premières années après l’arrivée du PCC au pouvoir, on note l’organisation de nombreuses compétitions nationales et régionales où des pratiquants célèbres furent officiellement récompensés, tels que Li ZanChen (李赞臣), Li Etang (李鄂堂), Wang JinSheng (王金声), Ma XianDa (马贤达), Wu XiuFeng, etc. À partir de 1966, à la suite de la révolution culturelle, la pratique des arts martiaux est réprimée par le gouvernement et la pratique se fait dans la clandestinité. L’organisation des compétitions reprend progressivement à partir 1971, puis la pratique des arts martiaux traditionnels est officiellement encouragée avec l’arrivée au pouvoir de Deng XiaoPing fin 1978 et l’ouverture du pays à l’international. Au début des années 1980, le développement du Baji Quan bénéficie d’une nouvelle impulsion, notamment à la suite des travaux de chercheurs japonais tels que Ryuchi Matsuda (松田隆智) qui visitent activement la région de CangZhou dès 1982. On assiste alors à la publication de nombreux ouvrages en Chine et au Japon,,, et à l’organisation de stages dédiés au Baji Quan dans différents pays asiatiques. Parallèlement, certains pratiquants Taïwanais immigrent vers les États-Unis et l’Europe pendant les années 1980, suivis par d’autres pratiquants continentaux dans les années 1990. C’est ainsi que le style commence à se faire connaitre en Occident, pour finalement connaître un rayonnement international.
Les personnalités et lignées impliquées dans la propagation du style sont retracées dans différents ouvrages généraux,,, ainsi que dans certaines références propres à certaines lignées (cf. ci-dessous). Les lieux et les familles ayant joué un rôle significatif dans la transmission du Baji Quan incluent :
- les familles Wu, Ding, Wang et Yang du village de Mengcun[3],[28],[15],
- les familles Li et Zhang du village de Luotuan (罗疃) du comté de Xinxian[29],
- la famille Han de LuoTuan et la famille Ma de Yangshiqiao (杨石乔) dont deux membres, Han HuaChen (韩化臣) et Ma YingTu (马英图)，tous deux disciples de Zhang JingXing (张景星) de LuoTuan, ont introduit le Baji Quan à l’École Centrale d’Arts Martiaux de NanJing[20],[25],[30],[31] dont émanent le maître de la branche taïwanaise Huang GuoZhen. La famille Ma a par ailleurs introduit le style dans la province du Gansu et créé l'École TongBei (通备)[25],
- la famille Huo du village de Jibeitou (集北头), qui a également introduit le BajiQuan à Changchun, province de Jilin, sous la houlette de Huo DianGe (霍殿阁 1886-1942)[32],[33],
- la famille Gao de la ville de Yanshan, qui a introduit le Baji quan à Tanggu (塘沽), la ville portuaire de Tianjin,
- la famille Zhang du village de Pobei (泊北), situé 15 kilomètres au nord-est de Mengcun,
- la famille Ji du village de Langerlou (狼儿口), situé à 10 kilomètres au sud de ville de Cangzhou,
- la famille Qiang du village de Zilaitun (自来屯),
- la famille Li de Nanliang (南良) dont émanent les célèbres maîtres de la branche taïwanaise du Baji : Li Shuwen (李書文, 李书文, lǐ shūwén 1864-1934)[34] et son élève Liu YunQiao (劉雲樵 1909 – 1992) qui a fondé la branche Wu Tan (武坛) du Baji[10]
- la famille Yin du village de Yinjiazhuang (尹家庄), près de la ville de Yanshan,
- la famille Sun du village de Wangguan Tun (王官屯).

## De la philosophie à la pratique
Bien que la minorité Hui (回) soit traditionnellement de confession musulmane, les experts successifs du Baji Quan se sont toujours inspirés du taoïsme et de la pensée traditionnelle chinoise pour établir les fondements de leur pratique. En premier lieu, le terme « Baji » est issu d’un classique chinois (le Huai Nan Zi) fortement influencé par le taoïsme. Littéralement, « Baji » peut se traduire par « huit directions » ou « huit extrémités », mais il est généralement employé pour désigner un « point infiniment éloigné ». En ce qui concerne la pratique, une des bases réside dans le travail immobile de la position dite des « deux principes » (i.e. Yin et Yang) qui permet un équilibre parfait du corps, une harmonie entre le ciel (Yang) et la terre (Yin) et une accumulation de l’énergie interne au niveau du Dan Tian. Pour cette raison, le Baji Quan est traditionnellement classé dans les arts martiaux internes, au même titre que le Xingyi quan et le Bagua zhang. 
À l’époque de Wu Zhong, le Baji quan ne comportait que trois formes, mais par la suite, l’enseignement s’est constamment enrichi et on compte actuellement une quinzaine de formes dans le système de la famille Wu. La pratique des armes est quant à elle basée sur le maniement de la grande lance des 6 harmonies (une lance de plus de 3 m de long), du bâton et du sabre. Malgré une base théorique très riche, le Baji qan est un style d’apparence simple, aux techniques dépouillées, et son orientation directe vers le combat est évidente. L’efficacité au combat du style a de tout temps été réputée en Chine, ce qui à entre autres valu au Baji Quan le surnom de « style des gardes du corps », des pratiquants de renom ayant été recrutés comme garde du corps de personnalités politiques (l'empereur Puyi, le président de la république populaire de Chine Mao Zedong, le président de la république de Chine (en Chine continentale jusqu'à 1949 puis à Taïwan jusqu'à 1987) Zhang JieShi (Tchang Kaï-chek), etc.).

## Les principales personnalités du Baji
- Le personnage de « La lame » (一线天, Yi xian tian), maître de Baji dans le film The Grandmaster réalisé par Wong Kar-wai (2013).
- Akira Yuki, un personnage de jeu vidéo de la série Virtua Fighter, qui s'inspire des mouvements de maître Wu Lianzhi (voir documentaire CCTV en français ou encore sur YouTube ici).
- Kenji Goh, dans le manga Kenji (par Ryuchi Matsuda).
- Leo Kliesen, un personnage de jeu vidéo de la série Tekken apparu dans le huitième volet Tekken 6, pratique cet art.
- Negi personnage du manga Mahou Sensei Negima ainsi que son maître de Kung-Fu Ku-Fei.
- Hong Xiu Ying, mieux connue sous le nom de maître Tao Li Shao (桃李少), maître du style baji au temple Man Mo de Wan Chai dans le jeu vidéo Shenmue 2.
- Tanimoto Natsu (Hermit) dans le manga Ken-ichi le disciple ultime (par Syun Matsuena).
- Kokoro, un personnage de jeu vidéo de la série Dead or Alive apparu dans le quatrième volet DOA 4, pratique cet art.

## Les spécificités du style
Il n'y a pas de mouvements acrobatiques et les positions sont stables et basses. Toutes les parties du corps sont utilisées pour frapper, même les hanches ! On retrouve des mouvements puissants et rapide, d'où une explosivité qui favorise la projection de Chi. C'est un style de combat corps à corps avec un usage fréquent de projections, frappes et clés.
On notera une grande décontraction entre les frappes.